# Saint-Barthélemy (Górna Saona)
Saint-Barthélemy – miejscowość i gmina we Francji, w regionie Burgundia-Franche-Comté, w departamencie Górna Saona.
Według danych na rok 1990 gminę zamieszkiwało 997 osób, a gęstość zaludnienia wynosiła 74 osoby/km² (wśród 1786 gmin Franche-Comté Saint-Barthélemy plasuje się na 169. miejscu pod względem liczby ludności, natomiast pod względem powierzchni na miejscu 268.).